# Honda CL 250 S
Die CL 250 S  ist ein Motorrad des japanischen Herstellers Honda.

## Geschichte
Die Honda CL 250 S hat den Einzylinder-Viertakt-Motor der XL 250 S mit Dreiventil-Zylinderkopf. Bei 248 cm³ Hubraum (Bohrung × Hub: 74,0 × 57,8 mm) erreicht der Motor eine Nennleistung von 21 PS bei 8.000/min. Das maximale Drehmoment von 20,8 Nm liegt bei 7.500/min an. In Deutschland gab es auch eine auf 12,5 kW/17 PS gedrosselte Variante. (Die Drosselung wurde durch eine  Reduzierhülse im Krümmer erreicht). Die Gemischaufbereitung übernimmt ein Keihin-Rundschiebervergaser mit 28 mm Querschnitt.
Die CL 250 S ist der Scrambler-Ableger der Honda CB 250 RS. Sie hat deren Doppelschleifenrohrrahmen und den gleichen Rumpfmotor. Sie wurde überwiegend für den US-amerikanischen Markt produziert. Der Auspuff wurde hochgelegt und hinter dem rechten Federbein verlegt. Die Bereifung bestand aus scramblertypischen Stollenreifen. Die Bauzeit betrug lediglich zwei Jahre.